# イニャキ・イサシ
イニャキ・イサシ（Iñaki Isasi Flores、1977年4月20日 - ）は、スペイン・アラバ県レスパルディサ出身の元プロロードレース選手。2001年にエウスカルテル・エウスカディでプロデビュー。主にアシスト役を務めた。
2007年は、3月と5月に2回の骨折をするという不運に見舞われたが、リハビリに励みツール・ド・フランスに出場。総合90位で完走した。
2011年限りで現役を引退。2012年シーズンより、エウスカルテル・エウスカディのディレクトゥル・スポルティフに就いた。

## 人物
- 彼自身の成績に特筆すべきものはないが、彼の応援団の熱心さは他の選手に比べても群を抜いている。2007年のツール・ド・フランスにおいても、ピレネーを舞台にしたステージでは、ゴール数キロ手前から、数メートルおきに路面に彼の名前がペイントされている光景がテレビに映し出されていた。今では応援団のほうが、イサシ以上に有名な存在となっている。

- 自転車ロードレースの解説者の栗村修がイサシのファンであり、たびたび彼に関する発言をしており、日本での知名度向上に一役買っている。なお栗村がイサシを応援する理由の一つとして「ファミリーネームが上から読んでも下から読んでもイサシだから」というものがある。
- 日本の自転車雑誌のインタビューでは、チームメイトが「人気があるのはファンの集いにマメに顔を出しているから」と語っていた。

## 主な成績

### グランツール
- 2005年　ツール・ド・フランス　総合122位
- 2006年　ツール・ド・フランス　総合71位
- 2007年　ツール・ド・フランス　総合90位